# Tank (chanteur)
Pour les articles homonymes, voir tank.
Tank, de son vrai nom Durrell Babbs, né le 1er janvier 1976 à Milwaukee, Wisconsin, est un chanteur, musicien et acteur américain. 
Prédisposé à une carrière dans le football américain, il a préféré se lancer dans la musique et a débuté en tant que choriste de Ginuwine. C'est en 2001 qu'il sort son premier album Force of Nature, où le single Maybe I Deserve atteint de suite le Top10 des charts.
Également auteur et compositeur, il a travaillé pour Dave Hollister, Marques Houston, Omarion, Jamie Foxx, Donell Jones, Monica, et a plusieurs collaborations avec l'ex-duo de producteurs The Underdogs. Il continue de travailler avec la nouvelle équipe rebaptisée The Anonymous.